# Olinto Marinelli
Olinto Marinelli, född 11 februari 1876 i Udine, död 14 juni 1926 i Florens, var en italiensk geograf. Han var son till Giovanni Marinelli.
Marinelli, som var professor i geografi vid tekniska institutet i Florens, studerade karstfenomen i östra Alperna och gjorde sig även känd som glaciär- och insjöforskare. Bland hans skrifter märks Fenomeni carsico (1897) och Studi orografici nelle Alpi orientali (1899). Han fortsatte från 1900 den tidigare av fadern utgivna tidskriften "Rivista geografica italiana".